# Barton Stone
Barton Warren Stone (Port Tobacco Village, 24 de dezembro de 1772 - Hannibal, 9 de novembro de 1844), foi um pastor e teólogo estadunidense.

## Biografia
Era filho de John e Mary Stone. Durante sua infância, frequentou a Igreja Anglicana, Batista, Metodista e Episcopal.
Depois de entrar para a Guilford Academy, na Carolina do Norte, fundado por David Caldwell (1 de fevereiro de 1790, com dezoito anos), Stone ouviu a pregação do pastor presbiteriano James McGready, este resolveu tornar-se também ministro desta denominação. Entretanto, considerou algumas atitudes dos presbiterianos incompatíveis com as escrituras, especialmente da leitura da Confissão de Fé de Westminster - o que iria mudar a história religiosa dos Estados Unidos.
Stone também discordou da doutrina da Trindade, argumentando contra ela que "nenhuma revelação declara que há três pessoas da mesma substância em um só Deus; e isto é reconhecido universalmente além da razão" 
Na reunião de reavivamento da fé, em Cane Ridge (Kentucky), em 1801, Stone revelou suas novas convicções de fé como condição para salvamento da Igreja Presbiteriana. Foi, então, rapidamente acusado de adepto do arminianismo e teve sua vinculação com a Igreja rompido no Sínodo de Kentucky. 
Em 1803 o Presbitério de Springfield foi formado por Stone e outros, com base nesta nova teologia. Após uma reavaliação por Stone e outros presbíteros, à luz das escrituras, viram-se forçados a dissolver a organização, com receio de uma romanização. Isto levou à produção do documento, conhecido na história religiosa dos Estados Unidos, chamado de "Última Carta e Testamento do Presbitério de Springfield" ("Last Will and Testament of The Springfield Presbytery", em livre tradução).
Em 1824 Stone tentou unir seu "Movimento Cristão" com a Igreja Batista Reformada, de Alexander Campbell, num movimento denominado "Movimento de Restauração" (Restoration Movement). As congragações que faziam parte do movimento original de Stone, porém, optaram por não se unirem a Campbell, e seus seguidores fundiram-se com outras denominações de várias partes dos EUA, formando a "Conexão Cristã" (Christian Connection).
Morreu no Missouri, em 1844. O Barton College (formalmente chamado Atlantic Christian College) em Wilson (Carolina do Norte), é assim chamado em sua homenagem.